# STS–120

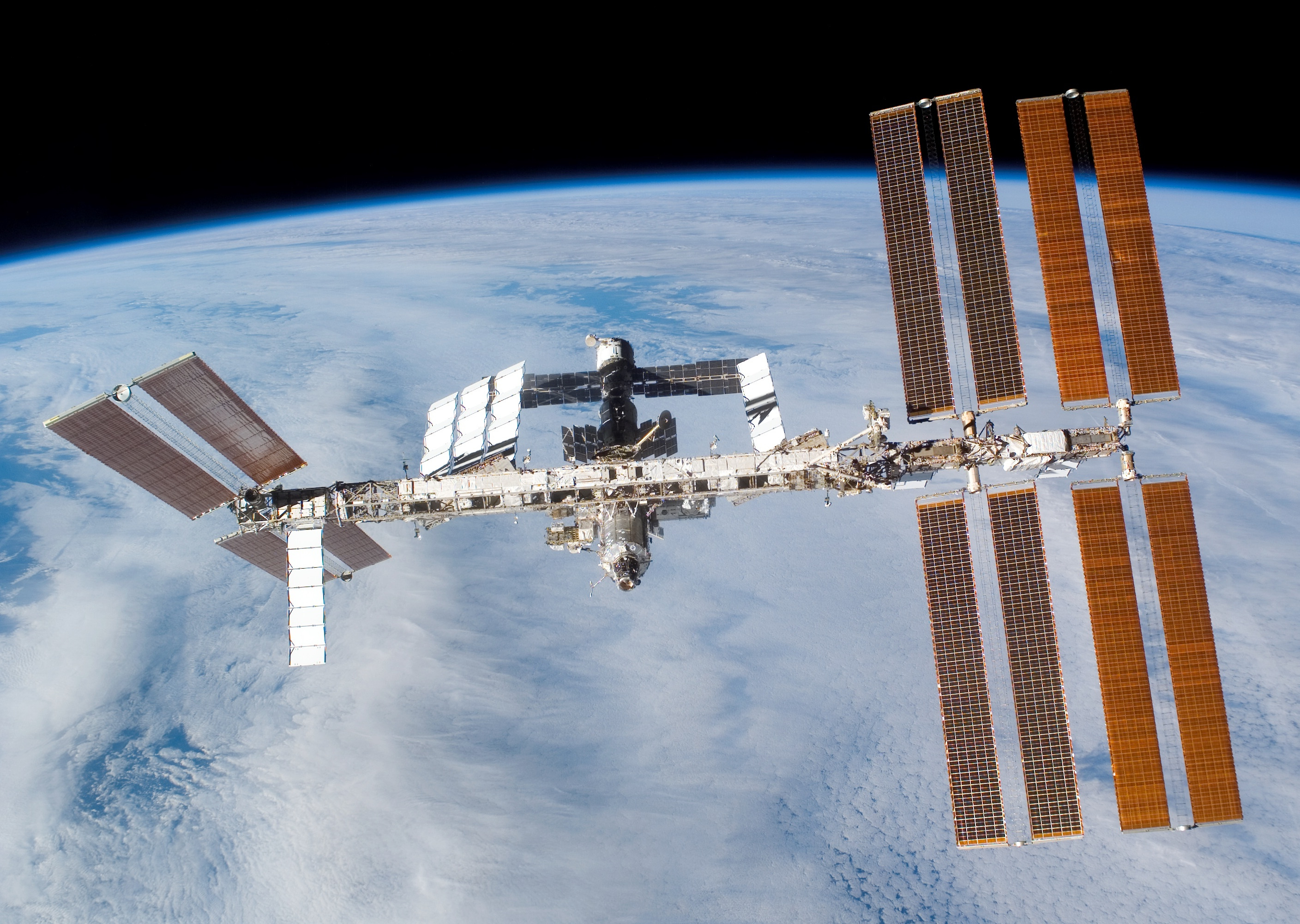
Az ISS az STS–120 küldetés után

Az STS–120 jelű küldetés az amerikai űrrepülőgép-program 120., a Discovery űrrepülőgép 34. repülése, a 23. Space Shuttle misszió a Nemzetközi Űrállomáshoz.

## Küldetés
Pamela Melroy Eileen Collins után a második amerikai nő, aki űrrepülőgépen parancsnokként repülhetett. Egyszerre két női parancsnok a világűrben – Pamela Melroy az STS–120, Peggy Annette Whitson az első női ISS parancsnok.

## Jellemzői
A beépített kanadai Canadarm (RMS) manipulátor kart 50 méter kinyúlást biztosított (műholdak indítás/elfogása, külső munkák [kutatás, szerelések], hővédőpajzs külső ellenőrzése) a műszaki szolgálat teljesítéséhez. Az Orbiter Boom Sensor System (OBSS) rendszerrel újabb 15 méterrel meghosszabbították a manipulátor kinyúlási távolságát. Az első nap teljes körű külső vizsgálatot végeztek.

#### Első nap

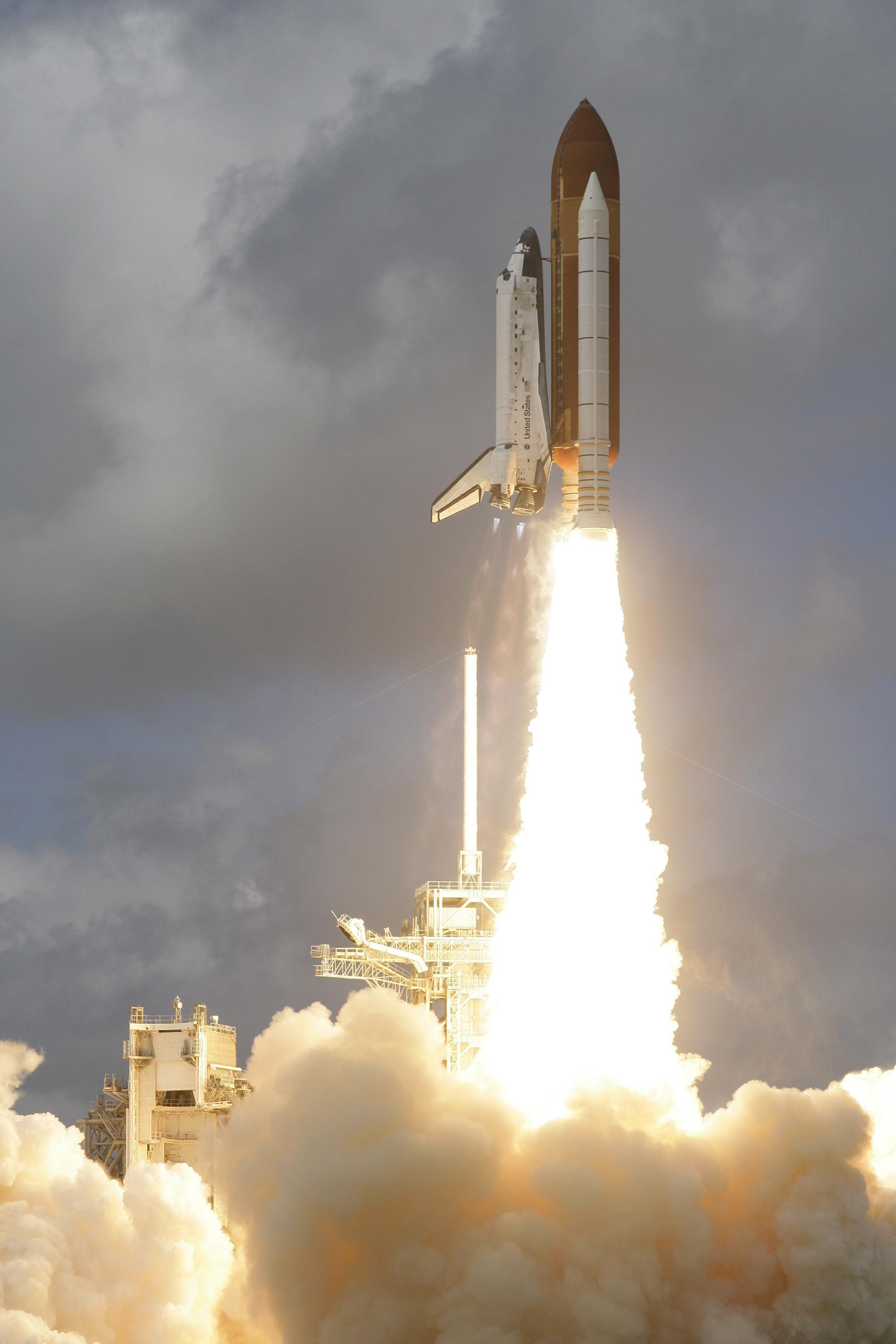
A STS–120 startja

2007. október 23-án a szilárd hajtóanyagú gyorsítórakéták, Solid Rocket Booster(SRB) segítségével Floridából, a Cape Canaveral (KSC) Kennedy Űrközpontból, a LC39–A (LC–Launch Complex) jelű indítóállványról emelkedett a magasba. Az orbitális pályája 91,6 perces, 51,6 fokos hajlásszögű, elliptikus pálya perigeuma 340 kilométer, az apogeuma 344 kilométer volt. Felszálló tömeg indításkor 129 823 kilogramm, leszálló tömeg 91 578 kilogramm. Szállított hasznos teher 17 300 kilogramm.

## Hasznos teher
A küldetés fő céljai a legénység csere végrehajtása, a 16. személyzetből Clayton Conrad Anderson helyére a Nemzetközi Űrállomás 16. expedíciója új tagjaként Daniel Michio Tani került. Végrehajtották az üléscseréket. Az Olaszország által készített Harmony modul, valamint a P6 rácsszerkezet szállítása az ISS űrállomásra. A P6 rácsszerkezet kettő napelemszárnyat hordoz. Szállítottak négy energia átalakítót (DDCU) valamint a szerelés/működtetés felszereléseit. A Tanárok az űrben program – támogatta a NASA és a Lockheed Martin – keretében 500 000 diák elektronikusan aláírt több óriásplakátot, amit egy lemezre szkennelve a világűrbe szállítottak.
Az STS–107 katasztrófáját követően bevezették a mentő űrrepülőgép STS–3xx – (STS–320)/Szojuz űrhajó készenlétét. A mentő űrrepülőgép négy fővel indulva hozna vissza űrhajósokat, illetve a Szojuz űrhajó két fordulóval tudna az űrállomáson rekedt űrhajósokból állományt menteni. A Discovery biztonságos landolását lehetetlenné tevő sérülés vagy meghibásodás esetén az Atlantis STS–320 jelű küldetése kísérelhette volna meg a legénység megmentését legkésőbb 2008. szeptember 5-éig. Az Atlantis négyfős legénysége az STS–122 küldetés tagjaiból állt volna.
A dokkolás megszűnésével az űrrepülőgép lassú sodródása következett, 450 méter távolságban indították a főmotorokat.

### Űrséták
Első űrséta (kutatás, szerelés) alatt a Node-2 egységet szerelték fel az űrállomásra. Az egységgel 20%-kal megnőtt a hasznos belső tér. A másodikon a P5/P6 rácsos szerkezetet és a kapcsolódó napelemeket szerelték. A harmadik űrsétán folytatták a P5/P6 rácsos szerkezet üzemkész állapotba helyezését. A negyedik űrsétán a 2B és 4B napelemtömbön keletkezett sérülést javították. Az ötödik űrsétán nem hajtották végre.
(zárójelben a dátum és az időtartam)
- EVA 1: Parazynski és Wheelock (2007. október 26., 6 óra 14 perc)
- EVA 2: Parazynski és Tani (2007. október 28., 6 óra 33 perc)
- EVA 3: Parazynski és Wheelock (2007. október 30., 7 óra 08 perc)
- EVA 4: Parazynski és Wheelock (2007. november 3., 7 óra 19 perc)

#### Tizenötödik nap
2007. november 7-én a Kennedy Űrközponton (KSC), kiinduló bázisán szállt le. Összesen 15 napot, 2 órát, 23 percet és 55 másodpercet töltött a világűrben. 10 050 000 kilométert (6 250 000 mérföldet) repült, 238 alkalommal kerülte meg a Földet.

## Személyzet
(zárójelben a repülések száma az STS–120 küldetéssel együtt)
- Pamela Melroy (3), parancsnok
- George David Zamka (1), pilóta
- Stephanie Diana Wilson (2), küldetésfelelős
- Scott Parazynski (5), küldetésfelelős
- Douglas Harry Wheelock (1), küldetésfelelős
- Paolo Angelo Nespoli (1), küldetésfelelős, Olasz Űrügynökség (ESA/ASI),
- Daniel Tani (2), küldetésfelelős/ISS fedélzeti mérnök

### Tartalék személyzet
Sandra Hall Magnus küldetésfelelős/ISS fedélzeti mérnök

### Visszatérő személyzet
- Pamela Anne Melroy (3), parancsnok
- George Zamka (1), pilóta
- Stephanie Wilson (2), küldetésfelelős
- Scott Edward Parazynski (5), küldetésfelelős
- Douglas Harry Wheelock (1), küldetésfelelős
- Paolo Angelo Nespoli (1), küldetésfelelős, (ESA/ASI)
- Clayton Conrad Anderson (1), ISS fedélzeti mérnök/küldetésfelelős